# Aaryn Doyle
Aaryn Doyle (Oakville, Ontario; 4 de enero de 1993) es una actriz, cantante y modelo canadiense. Es conocida por su papel como Lola Scott en la película original Disney Channel Camp Rock, donde canta su canción principal «What It Takes». Durante el verano de 2008, se hizo modelo con la Agencia de Modelos de Ford.
También es la voz de Pansy en Miss Spider's Sunny Patch Friends y Foo en Save-Ums!

## Biografía
Doyle tiene ascendencia irlandesa, judía, latina y china, de Ontario, Canadá. Empezó su carrera cuando tenía 6 años después de ganar MSA, donde consiguió un agente.

## Filmografía
- 2008 Camp Rock Lola Scott - película
- 2008 ET Canada Aaryn Doyle - TV (Global Television)
- 2008 Friends and Heroes "Flore" - TV; & Internet
- 2007 Tomboy "Katie" - película
- 2007 Little Mosque on the Prairie "Muçulmano" de Fille; - TV (CBC)
- 2007 Canadian Songwriters Hall of Fame Aaryn Doyle - TV (CBC)
- 2005 Canadian Idol Aaryn Doyle (zanger) van het - TV (TVC)
- 2004-2008 Miss Spider's Sunny Patch Friends "Pansy" - TV
- 2003-2006 Save-Ums! "Foo" - TV